# Ibn Tufajl
Abú Bakr Muhammad ibn 'abd al-Malik ibn Muhammad ibn Tufajl al-Qaísí al-Andalusí (أبو بكر محمد بن عبد الملك بن محمد بن طفيل القيسي الأندلسي), lat. Abubacer (cca 1105, Vádí Áš (Guadix), Andalusie – 1185, Marrákeš) byl arabský filosof, spisovatel, lékař a dvorský úředník. Jeho učitelem byl Ibn Bádždža. Většinu života prožil na královském dvoře almohadů v Granadě ve službách Abú Jakub Júsufa, kterému při svém odchodu doporučil později proslulého aristotelika Averroa.
Ve svém myšlení navazuje Ibn Tufajl zejména na Ibn Sínu a Ibn Bádždžu. Jeho nejznámějším dílem se stal filosoficko-didaktický román Živý, syn Bdícího (Hajj ibn Jagzán), jehož hlavním hrdinou je dospívající chlapec, který žije sám na opuštěném ostrově. Abubacer se zabývá především hrdinovým poznáním o povaze světa, nebes, Boha a vlastní duše pouze prostřednictvím svých zkušeností a svého rozumu. Tento spis byl roku 1671 přeložen do latiny a uvádí se jako možná inspirace Defoeova Robinsona Crusoe.

## České překlady
- IBN ṬUFAJL. Živý syn bdícího. Přeložil a předmluvu napsal Ivan Hrbek. 1. vydání. Praha: Státní nakladatelství krásné literatury, hudby a umění, 1957. 120 s.
- IBN ṬUFAJL, Muḥammad ibn 'Abd al-Malik. Živý, syn bdícího: příběh filosofa samouka : Risálat Hajj Ibn Jaqzán. Přeložil Ivan Hrbek. Revidoval a komentářem opatřil Luboš Kropáček. 2., doplněné vydání. Praha: Academia, 2011. 118 s. ISBN 978-80-200-1912-7.